# قرصعنة جمشتية
القِرصَعنة الجمشتية (باللاتينية: Eryngium amethystinum) نوع نباتي عشبي يتبع جنس القِرصَعنة من الفصيلة الخيمية.

## الموئل والانتشار
موطنها بلاد الشام والمغرب العربي وقبرص وتركيا والبلقان وإيطاليا.